# Jüdischer Friedhof (Rheinböllen)

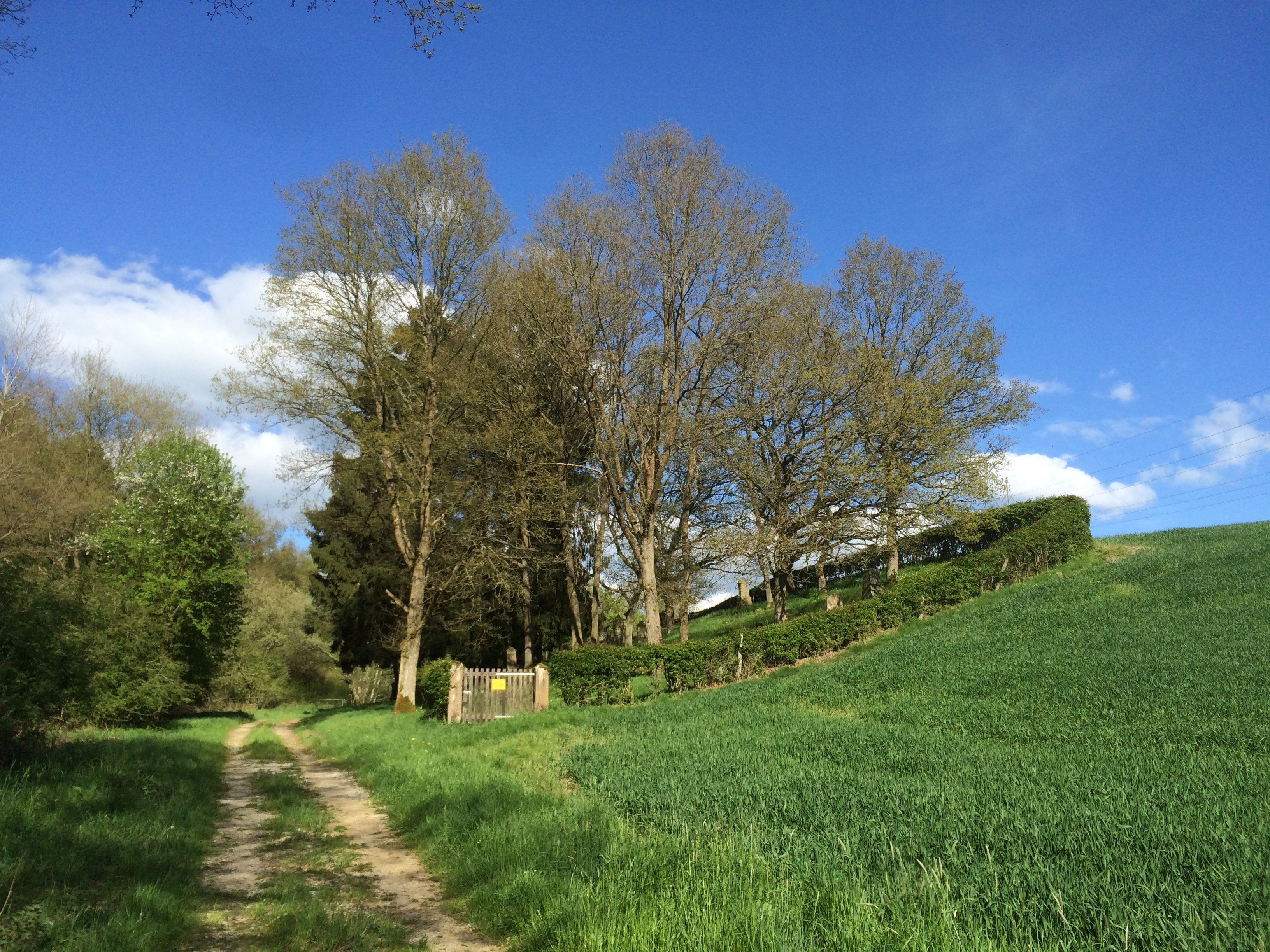
Jüdischer Friedhof, Gesamtansicht

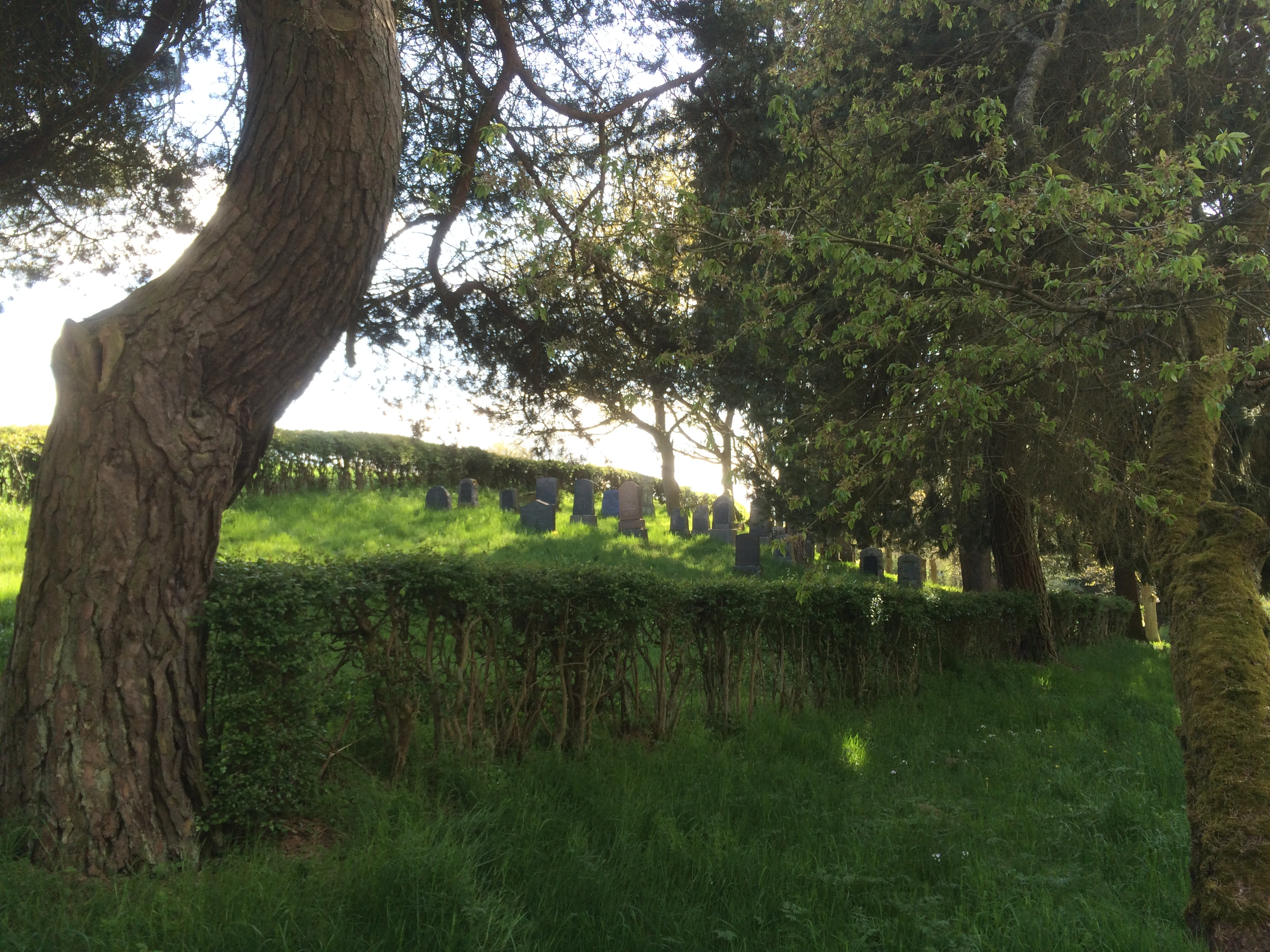
Jüdischer Friedhof

Der Jüdische Friedhof Rheinböllen in der Stadt Rheinböllen im Rhein-Hunsrück-Kreis in Rheinland-Pfalz ist ein geschütztes Kulturdenkmal. 
Der jüdische Friedhof nordöstlich der Stadt in Hanglage „Auf dem Rockenberg“ wurde 1844/45 neu angelegt und bis 1935 belegt. Auf dem 922 m² großen Friedhof sind 34 Grabsteine vorhanden. Die A 61 verläuft in unmittelbarer Nähe östlich.